# Free on Board

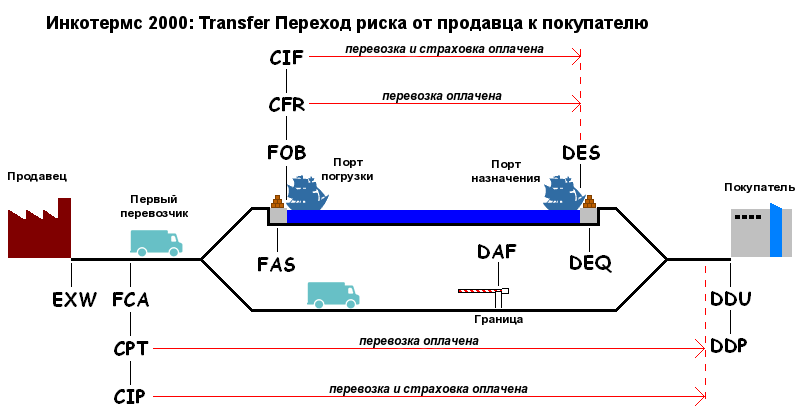
Области действия терминов Инкотермс

FOB (англ. Free On Board, франко-борт: «освобождение <от ответственности поставщика> на борту <судна>») — международный торговый термин Инкотермс, использующийся для обозначения условий поставки груза и определения стороны, на которую возлагаются расходы по транспортировке и/или определения точки передачи ответственности за груз от продавца к покупателю.

## Условия
Условия ФОБ предусматривают, что продавец обязан доставить товар в порт и погрузить на указанное покупателем судно; расходы по доставке товара на борт судна возлагаются на продавца. В некоторых портах при поставках на условиях ФОБ расходы по погрузке несёт покупатель. Риск случайной гибели имущества или его повреждения возлагается на продавца — до момента пересечения товаром борта судна, и на покупателя — с указанного момента.

## Инкотермс
По стандартам Инкотермс, ФОБ означает «товар погружается на судно заказчика». Указание на условия ФОБ в договоре означает, что продавец оплачивает доставку товара до момента погрузки, плюс саму погрузку на борт. Также на него возложены обязанности по очистке товара от пошлин (при экспортной поставке). Покупатель оплачивает перевозку, страховку, расходы по разгрузке и транспортировку в точку назначения. Передача рисков происходит в момент, когда груз пересекает борт судна. Как правило, ФОБ также указывает на порт погрузки; например «ФОБ порт Одесса».
Когда стороны договариваются о конкретной версии Инкотермс, это также указывается в договоре; например «ФОБ порт Одесса (Incoterms 2000)».
Если стороны не собираются перемещать товар через борт судна, следует применять термин FCA.